# GirlsFunding
GirlsFunding株式会社（ガールズファンディング、英: GirlsFunding Corp.）は、東京都中央区に本社を置き、マッチングサービス「GirlsFunding（ガールズファンディング）」を提供する日本のIT企業である。通称「ガルファン」と略称される。

## 概要
2020年1月に、独自のAI技術を利用したインターネット異性紹介事業を目的として設立したpapa株式会社が前身。
2021年にマッチングサービス「papa（ペパ）」をリリースするが、サービス内新機能「ガールズファンディング」を実装した際に本機能を主体とするサービス展開を望む声が多かった為、社名及びサービス名を変更することとなった。

## 沿革
- 2020年（令和2年）
  - 1月22日 - papa株式会社設立。
- 2021年（令和3年）
  - 3月31日 - マッチングサービス「papa（ペパ）」webサービス開始。
  - 6月3日 - 「ガールズファンディング」機能実装。
  - 6月15日 - GirlsFunding株式会社に商号変更。GirlsFunding（ガールズファンディング）にサービス名称変更。

## 参考
1. ↑  “GirlsFunding株式会社(東京都中央区)の企業詳細(旧:papa株式会社)”. 全国法人リスト. 2021年7月2日閲覧。